# William H. Wadsworth

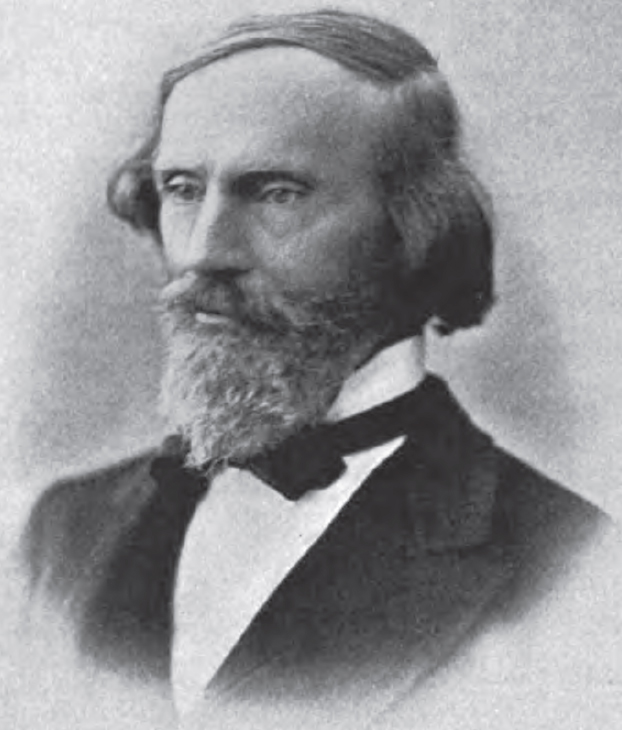
William H. Wadsworth

William Henry Wadsworth (* 4. Juli 1821 in Maysville, Kentucky; † 2. April 1893 ebenda) war ein US-amerikanischer Politiker. Zwischen 1861 und 1865 sowie nochmals zwischen 1885 und 1887 vertrat er den Bundesstaat Kentucky im US-Repräsentantenhaus.

## Leben
William Wadsworth besuchte sowohl öffentliche als auch private Schulen. Danach studierte er bis 1841 am Augusta College im Bracken County. Nach einem anschließenden Jurastudium und seiner 1844 erfolgten Zulassung als Rechtsanwalt begann er in Maysville in diesem Beruf zu arbeiten. Gleichzeitig begann er eine politische Laufbahn. Zwischen 1853 und 1856 gehörte er dem Senat von Kentucky an. Bei den Präsidentschaftswahlen des Jahres 1860 war er Wahlmann für die Constitutional Union Party.
Bei den Kongresswahlen des Jahres 1860 wurde er als Unionist im neunten Wahlbezirk von Kentucky in das US-Repräsentantenhaus in Washington, D.C. gewählt, wo er am 4. März 1861 die Nachfolge von Laban T. Moore antrat. Nach einer Wiederwahl im Jahr 1862 konnte er bis zum 3. März 1865 zwei Legislaturperioden im Kongress absolvieren. Diese waren von den Ereignissen des Bürgerkrieges geprägt. Gleichzeitig nahm Wadsworth als Oberst im Heer der Union zumindest zeitweise aktiv am Krieg teil. Dabei war er im Stab von General Nelson.
Im Jahr 1864 verzichtete Wadsworth auf eine weitere Kandidatur für den Kongress. 1869 wurde er von Präsident Ulysses S. Grant als Unterhändler nach Mexiko entsandt. Dort sollte er bei der Abwicklung gegenseitiger Ansprüche mitwirken. In dieser Zeit wurde Wadsworth Mitglied der Republikanischen Partei. Bei den Wahlen des Jahres 1884 wurde er als deren Kandidat erneut im neunten Distrikt von Kentucky in den Kongress gewählt. Dort löste er am 4. März 1885 William Wirt Culbertson ab. Da er im Jahr 1886 nicht mehr kandidierte, konnte er bis zum 3. März 1887 nur eine weitere Legislaturperiode im US-Repräsentantenhaus verbringen.
Nach seinem Ausscheiden aus dem Kongress praktizierte Wadsworth wieder als Anwalt. Er starb am 2. April 1893 in seinem Geburtsort Maysville.